# S&M Airlines
S&M Airlines is het tweede studioalbum van de Amerikaanse punkrockband NOFX. het album werd uitgebracht op 5 september 1989 door Epitaph Records en werd samen met Brett Gurewitz, de eigenaar van het label, geproduceerd.

## Tracklist
Alle nummers geschreven door Fat Mike, behalve waar anders wordt aangegeven.
1. "Day to Daze" (Fat Mike, Melvin) - 1:54
2. "Five Feet Under" - 2:42
3. "Professional Crastination" (Fat Mike, Melvin) - 2:43
4. "Mean People Suck" - 2:02
5. "Vanilla Sex" - 2:31
6. "S&M Airlines" - 4:40
7. "Drug Free America" (Fat Mike, Melvin) - 3:37
8. "Life O'Riley" (Fat Mike, Melvin) - 1:55
9. "You Drink, You Drive, You Spill" - 2:18
10. "Scream for Change" - 2:52
11. "Jaundiced Eye" - 3:48
12. "Go Your Own Way" (Fleetwood Mac) - 2:18

## Band
- Fat Mike - zang, basgitaar
- Eric Melvin - gitaar, zang
- Erik Sandin - drums
- Steve Kidwiller - gitaar